# Alpujarra de la Sierra
Alpujarra de la Sierra település Spanyolországban, Granada tartományban. Alpujarra de la Sierra Cádiar, Lanteira, Ugíjar, Bérchules és Válor községekkel határos. Lakosainak száma 931 fő (2024).

## Népesség
A település népessége az elmúlt években az alábbi módon változott:
| Lakosok száma | 1175 | 1175 | 1142 | 1153 | 1141 | 1065 | 1038 | 989  | 952  | 931  |
|               | 2001 | 2004 | 2006 | 2009 | 2011 | 2014 | 2016 | 2019 | 2021 | 2024 |